# تصنيع البروتين دون استخدام خلايا
تصنيع البروتين دون استخدام خلايا (بالإنجليزية:  cell-free protein synthesis)‏ ويعرف أيضا بتصنيع البروتين في بيئة صُنعيَّة (غير البيئة الطبيعية ) وهي عملية إنتاج البروتين باستخدام آلات حيوية في نظام خالي من الخلايا الحية. البيئة التي يتم فيها تصنيع البروتين دون استخدام خلايا حية ليست مقيدة بجدار خلوي أو شروط للاتزان الداخلي للمحافظة على قابلية الخلايا للحياة والنمو. وهكذا تصنيع البروتين دون استخدام خلايا يمكِّن الوصول المباشر والسيطرة على بيئة عمليات الترجمة، وهذا شيء إيجابي في الكثير من التطبيقات مثل ذائبية عمليات الترجمة لأغشية البروتينات، تحسين عمليات إنتاج البروتين، دمج الأحماض الأمينية غير الطبيعية (المصنّعة)، انتقاء ووضع علامات على مواقع معينة. بسبب الطبيعة المفتوحة لهذا النظام ظروف التعبير المختلفة مثل درجة الحموضة، جهد الأكسدة والاختزال، الحرارة. ولأنه لا يوجد حاجة للمحافظة على حيوية الخلايا، تنتج بروتينات سامة.

## مقدمة
المكونات الشائعة للتفاعلات الخالية من الخلايا  مثل خلاصة الخلايا، مصدر الطاقة، تزويد بالأحماض الأمينية، عوامل مساعدة مثل المغنيسيوم، والحمض النووي مع الجينات المرغوب بها، يتم الحصول على خلاصة الخلايا بواسطة تحلل الخلية المرغوب بها ونبذها بجهاز الطرد المركزي. جينوم الحمض النووي، وغيرها من الحطام.
البقايا هي أجهزة الخلية الضرورية مثل الرايبوسومات، صانع ال أَمينُو أَسيل الرَّنا النَّقَّال، بدء عمليات الترجمة وعوامل الإطالة، إنزيمات نووية (إنزيمات قادرة على تحطيم الروابط بين النيوكليوتيدات في الحمض النووي)، إلخ.
يوجد نوعان من الحمض النووي الذي يمكن استخدامه في عمليات تصنيع البروتين دون استخدام خلايا: البلازميدات (جزيء صغير دائري من الحمض النووي يوجد عادة في البكتيريا) وقوالب التعبير الخطي. البلازميدات دائرية الشكل وتصنع فقط في داخل الخلية، قوالب التعبير الخطي يمكن صنعها بفاعلية أكبر بواسطة تقنية تفاعل البلمرة المتسلسل، والتي تنسخ الحمض النووي بسرعة أكبر من نسخها في الحاضنة. بينما أن قوالب التعبير الخطي أسهل  وأسرع بالصنع، إنتاجية البلازميدات عادة ما تكون أكبر من تصنيع البروتين دون استخدام خلايا. وبسبب هذا كثير من الأبحاث التي تركز على تحسين إنتاجية تصنيع البروتين دون استخدام الخلايا مع قوالب التعبير الخطي لتقترب من إنتاجية عمليات تصنيع البروتين دون استخدام الخلايا مع البلازميدات. مصدر الطاقة يعتبر جزء مهم في التفاعلات الخالية من الخلايا الحية. عادة، خليط منفصل يحتوي على كمية الطاقة المطلوبة مع مزود للأحماض الأمينية يتم إضافته على خلاصة الخلايا لإتمام التفاعل.

## إيجابيات وتطبيقات
تصنيع البروتين دون استخدام خلايا له العديد من الإيجابيات على تصنيعه بداخل الخلايا، وخاصة في التفاعلات الخالية من الخلايا مثل تحضير الخلاصة، عادة يأخذ من 1-2 يوم، بينما بالخلايا الحية تعبير البروتين قد يأخذ من 1-2 أسبوع.
تصنيع البروتين دون استخدام خلايا عبارة عن تفاعل مفتوح. عدم وجود الجدار الخلوي يسمح بالمعالجة المباشرة للبيئة الكيميائية. العينات تؤخذ بسهولة، التراكيز تحسنت، والتفاعلات يمكن مراقبتها. بالمقابل عندما يتم إدخال الحمض النووي في خلايا حية، لا يمكن أن يبدأ التفاعل حتى يتم تحلل الخلايا الحية بالكامل. فائدة أخرى لتصنيع البروتين دون استخدام الخلايا الحية هو عدم الاهتمام في السمية.
من التطبيقات الرئيسية لتصنيع البروتين دون استخدام خلايا دمج أحماض أمينية غير طبيعية في هيكل البروتين.
الأحياء الصناعية لها العديد من الاستخدامات الأخرى ومجالات لامعة في المستقبل مثل تطور البروتين، تصنيع جسيمات تشبه الفيروسات للمطاعيم والصناعات الدوائية.